# Piast Mária magyar királyné
Piast Mária (1295 előtt – Temesvár, 1318) sziléziai hercegnő, házassága révén magyar királyné. I. Károly második felesége és Piast Viola magyar királyné elsőfokú unokatestvére.

## Élete
Édesapja II. (Piast) Kázmér, Beuten (Bytom) és Kosel (Koźle) hercege, I. László oppelni herceg (Opole) herceg és Piast Eufémia fia. Édesanyja Ilona, ismeretlen származású.
Két testvére ismert, később mindkettő követte Máriát Magyarországra: Boleszló (1280 k. – 1328), a későbbi esztergomi érsek, és Meskó veszprémi, majd nyitrai püspök. Mária hagyományosan 1306-ban, Kristó szerint 1311-ben feleségül ment Károly Róbert magyar királyhoz. Házasságukból egyes források szerint két leány született, míg más források vagy nem tudnak róluk, vagy I. Károly és 3. felesége, Łokietek Erzsébet gyerekeinek, vagy a király házasságon kívül született gyermekeinek tartják őket. Az egyik lány Katalin (1315 körül–1355), aki II. Henrik schweidnitzi (Świdnica) herceghez ment feleségül, és az ő egyik leányuk, Świdnicai Anna német-római császárné lett. A másik lány Erzsébet (–1367), Boleszláv oppelni herceg neje.

## Külső hivatkozások
- FMG/Silesia
- Genealogie-Mittelalter/Maria von Teschen-Beuthen Königin von Ungarn[halott link]

| Előző Halicsi Mária | Magyar királyné 1311 – 1318  | Következő Luxemburgi Beatrix |
| Előző Halicsi Mária | Horvát királyné 1311 – 1318  | Következő Luxemburgi Beatrix |
| Előző Halicsi Mária | Szlavón királyné 1311 – 1318 | Következő Luxemburgi Beatrix |